# Johann Heinrich Fäsi
Johann Heinrich Fäsi (* Februar 1659 in Haßloch; † 24. September 1745 in Hedingen) war ein Schweizer evangelischer Geistlicher.

## Leben
Johann Heinrich Fäsi wurde in der Pfalz geboren und war der Sohn des Pfarrers Jakob Fäsi (* 4. März 1624 in Zürich; † 1666 in Freinsheim) und dessen Ehefrau Margaretha (* 26. Juli 1629 in Zürich; † 1684), Tochter von Hans Heinrich Ott (1590–1663). Er hatte noch sechs Geschwister und sein gleichnamiger Vetter war der Pfarrer Johann Heinrich Fäsi (1660–1734).
Er studierte an der Universität Zürich; 1682 erfolgte seine Ordination. Von 1685 bis 1704 war er Pfarrer in Niederurnen, bevor er 1704 Pfarrer in Hedingen wurde, zusätzlich wurde er 1730 Antistes und am 5. Mai 1732 Dekan des Kapitels Zürcher Freiamt.
Johann Heinrich Fäsi war verheiratet mit Anna Magdalena († 17. September 1730), Tochter des Züricher Antistes am Grossmünster Hans Heinrich Erni (1630–1688); gemeinsam hatten sie sechs Kinder.

### Schriftstellerisches Wirken
Er veröffentlichte auf die Schriften des Kapuziners Rudolf Gasser (1647–1709) und die Schrift Messblum des Näfelser Priesters Jakob Gartner, die die reformierten Glarner zur Konversion aufriefen, 1695 seine Schrift Sonnen-Blum göttlicher Warheit, die er Hortensia von Salis widmete; an dieser kontroversen Polemik waren auch der Hauptmann Anton Tschudi, Schlossherr zu Uster und Hilarius Stauppizius (Pseudonym für Gotthard Heidegger). Johann Heinrich Fäsi blieb in ständiger Auseinandersetzung mit Rudolf Gasser und liess bis 1702 noch drei weitere Streitschriften folgen.

## Schriften (Auswahl)
- Dissertatio de artibus magicis prima. Zürich 1682.
- Johann Rudolf Ott; Hans Rudolf Waser; Johann Heinrich Fäsi; Hans Jakob Meyer; Hans Konrad Heidegger; Hans Felix Zimmermann; Georg Füssli: Positiones philosophicae. Zürich 1682.
- Göttlicher Gütigkeit unvergleichliche Kostlichkeit. Zürich 1692.
- Sonnen-Blum göttlicher Warheit. Zürich 1695.
- Der nichtige und ellende Brüllen-Macher Pater Rudolff, Capuciner, Alt-Gwardian zu Naefels. Zürich 1696.